# Selección de baloncesto de Irán

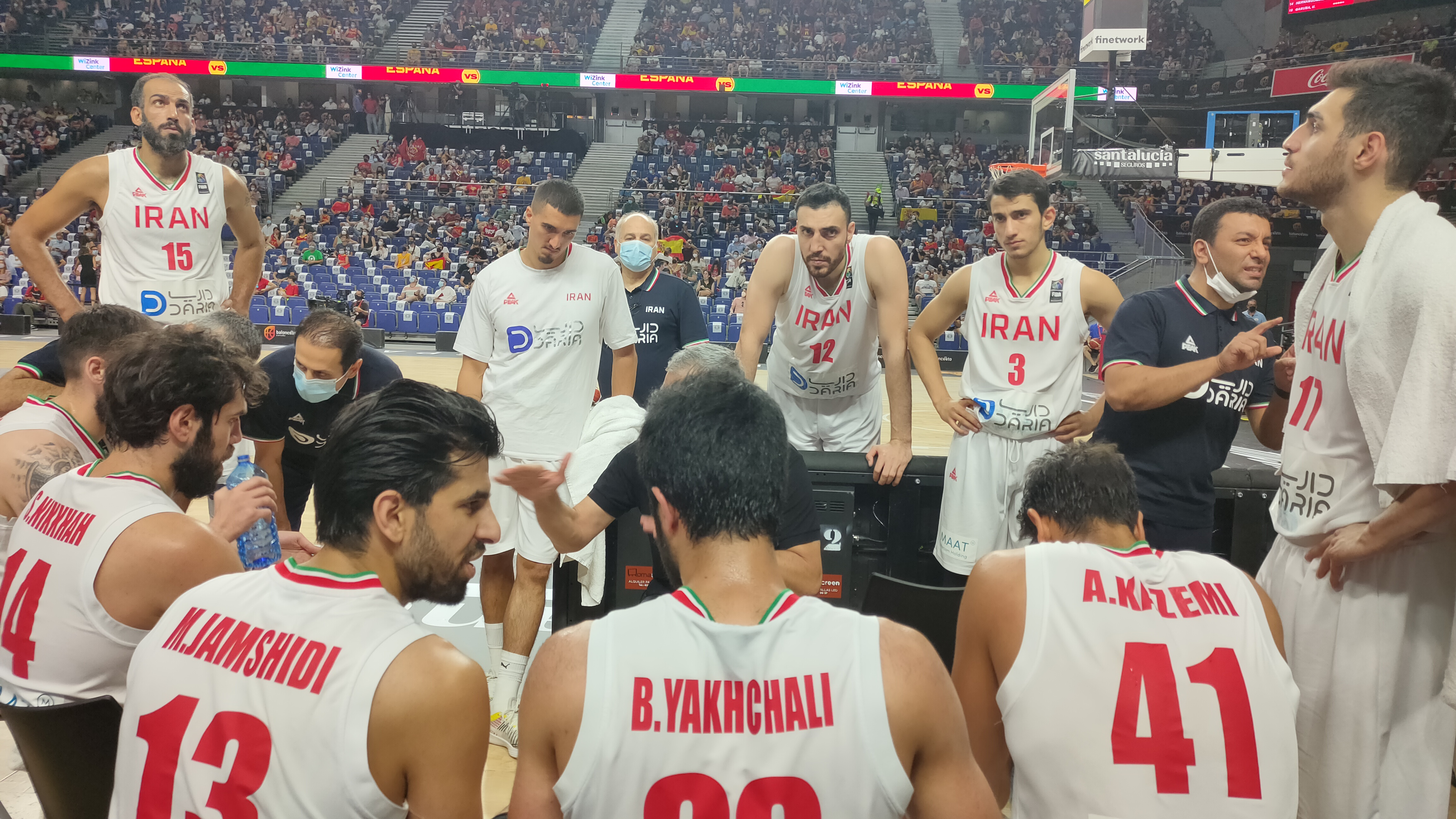
Selección de Irán durante un tiempo muerto en un amistoso de 2021.

La selección de baloncesto de Irán es el equipo formado por jugadores de nacionalidad iraní que representa a la Federación Iraní de Baloncesto en las competiciones internacionales organizadas por la Federación Internacional de Baloncesto (FIBA) o el Comité Olímpico Internacional (COI): los Juegos Olímpicos, la Copa Mundial de Baloncesto y el Campeonato FIBA Asia.
En general, el equipo ganó tres de los últimos cinco torneos del Campeonato FIBA Asia.

## Historia
La selección nacional iraní ha tenido un éxito limitado en el escenario internacional, siendo la mayor experiencia internacional la de su clasificación para los Juegos Olímpicos de 1948, aunque no lograron pasar de la fase de grupos.
El equipo ganó la medalla de bronce en la competición de baloncesto de los Juegos Asiáticos de 2006 en Doha, Catar.

### Campeonato FIBA Asia 2007
Colocados en el temido "Grupo de la Muerte" junto a China, Filipinas y Jordania, los iraníes ganaron los tres partidos del grupo para pasar a la siguiente ronda.
En los cuartos de final, Irán terminó 2-1, para llegar a las semifinales, luego de victorias sobre China Taipéi y Catar, y luego derrotó a Kazajistán, 75-62, en las semifinales.
Luego, los iraníes vencieron al Líbano por 74–69, con Hamed Haddadi anotando 31 puntos. No sólo vengó una derrota por 82-60 en los cuartos de final, sino que también se convirtió en el primer equipo de Asia occidental en ganar el torneo y, por lo tanto, llegar a los Juegos Olímpicos de Pekín 2008.

### Juegos Olímpicos de Pekín 2008
Al coronarse campeones asiáticos de 2007, los iraníes se clasificaron para los Juegos de Pekín de 2008 por primera vez en 60 años. La experiencia olímpica generó una avalancha de oportunidades para los jugadores iraníes, mientras viajaban por todo el mundo en preparación para los juegos, incluida una visita a Estados Unidos. Irán quedó colocado en el Grupo A, junto con Lituania, Rusia, Argentina, Croacia y Australia, sufriendo cinco derrotas. La experiencia olímpica abrió las puertas a jugadores como Hamed Haddadi y el capitán iraní Samad Nikkhah Bahrami para jugar en la NBA y fichar por la máxima liga francesa.
Haddadi terminó con promedios de 16,6 puntos por partido, 11,2 rebotes por partido y 2,6 tapones por partido, liderando todo el torneo en las dos últimas categorías. Su actuación más destacada fue en el partido contra Argentina cuando anotó 21 puntos y 16 rebotes.

### Campeonato FIBA Asia 2009
Ganar el Campeonato FIBA Asia 2009 en Tianjin, China, fue una señal del continuo progreso en el baloncesto. Irán derrotó a China por 70–52 en la final.

### Campeonato Mundial FIBA 2010
El segundo Campeonato FIBA Asia consecutivo de Irán les dio su primera plaza en el Campeonato Mundial FIBA, en el Campeonato Mundial FIBA 2010. El equipo terminó 1-4 en el Grupo B, lo que le sitúa en el puesto 19.

### Campeonato FIBA Asia 2013
Ganar el Campeonato FIBA Asia 2013 en Manila, Filipinas, fue una señal de que el equipo iraní ha olvidado la tragedia de su derrota ante Jordania en el último torneo, el Campeonato FIBA Asia 2011, y recuperó el primer lugar en el Campeonato FIBA Asia. Irán derrotó a los anfitriones Filipinas por 85-71 en la final. El pívot iraní Hamed Haddadi, que jugó un papel estelar en el triunfo de Irán en el 27º Campeonato FIBA Asia, se convirtió en el jugador individual más exitoso de la competición ganando dos premios, incluido el de MVP. Irán fue el único equipo con dos premios en el All Stars con Oshin Sahakian nombrado para la posición de ala-pívot.

### Copa Mundial FIBA 2014
El tercer Campeonato FIBA Asia de Irán les dio su segundo lugar en el Campeonato Mundial FIBA, en la Copa Mundial de Baloncesto FIBA 2014.

## Plantilla
- Lista de jugadores convocados que disputaron la Copa Mundial de Baloncesto de 2023.[5]

| Irán                    | Irán                | Irán | Irán   | Irán | Irán                        |
| Num                     | Jugador             | Pos  | Altura | Edad | Equipo                      |
| ----------------------- | ------------------- | ---- | ------ | ---- | --------------------------- |
| 3                       | Mohammadsina Vahedi | E    | 1,85 m | 22   | Kalleh                      |
| 4                       | Meisam Mirzaei      | P    | 2,08 m | 31   | Kalleh                      |
| 5                       | Sajjad Mashayekhi   | E    | 1,80 m | 29   | ZOB Ahan                    |
| 6                       | Mohammad Amini      | A    | 2,01 m | 18   | AS Mónaco                   |
| 7                       | Navid Rezaeifar     | A    | 1,93 m | 27   | Naft Abadan                 |
| 8                       | Behnam Yakhchali    | B    | 1,91 m | 28   | Römerstrom Gladiators Trier |
| 10                      | Piter Girgoorian    | A    | 1,99 m | 21   | Mahram Sport Club           |
| 14                      | Arsalan Kazemi      | AP   | 2,01 m | 33   | ZOB Ahan                    |
| 15                      | Hamed Haddadi       | P    | 2,18 m | 38   | Sichuan Blue Whales         |
| 17                      | Matin Aghajanpour   | E    | 1,98 m | 22   | Kalleh                      |
| 30                      | Jalal Agha Miri     | AP   | 2,02 m | 22   | Kalleh                      |
| 32                      | Hasan Aliakbari     | P    | 2,18 m | 27   | Mihan CSI                   |
| Entrenador: Hakan Demir |                     |      |        |      |                             |

## Partidos

### Próximos encuentros
| Fecha                   | Ciudad    | Competición                | Local           |                                       | Resultado |                                       | Visitante |
| ----------------------- | --------- | -------------------------- | --------------- | ------------------------------------- | --------- | ------------------------------------- | --------- |
| 13 de julio de 2022     | Yakarta   | Copa FIBA Asia 2022        | Irán            | Bandera de Irán                       | 80:67     | Bandera de Siria                      | Siria     |
| 15 de julio de 2022     | Yakarta   | Copa FIBA Asia 2022        | Kazajistán      | Bandera de Kazajistán                 | 60:96     | Bandera de Irán                       | Irán      |
| 17 de julio de 2022     | Yakarta   | Copa FIBA Asia 2022        | Irán            | Bandera de Irán                       | 88:76     | Bandera de Japón                      | Japón     |
| 20 de julio de 2022     | Yakarta   | Copa FIBA Asia 2022        | Irán            | Bandera de Irán                       | 76:91     | Bandera de Jordania                   | Jordania  |
| 25 de agosto de 2022    | Teherán   | Clasificación Mundial 2023 | Irán            | Bandera de Irán                       | 79:68     | Bandera de Japón                      | Japón     |
| 29 de agosto de 2022    | Bendigo   | Clasificación Mundial 2023 | Australia       | Bandera de Australia                  | 98:68     | Bandera de Irán                       | Irán      |
| 11 de noviembre de 2022 | Teherán   | Clasificación Mundial 2023 | Irán            | Bandera de Irán                       | 72:81     | Bandera de la República Popular China | China     |
| 14 de noviembre de 2022 | Teherán   | Clasificación Mundial 2023 | Irán            | Bandera de Irán                       | 20:0      | Bandera de Australia                  | Australia |
| 23 de febrero de 2023   | Takasaki  | Clasificación Mundial 2023 | Japón           | Bandera de Japón                      | 96:61     | Bandera de Irán                       | Irán      |
| 26 de febrero de 2023   | Tsuen Wan | Clasificación Mundial 2023 | China           | Bandera de la República Popular China | 86:74     | Bandera de Irán                       | Irán      |
| 26 de agosto de 2023    | Yakarta   | Copa Mundial 2023          | Irán            | Bandera de Irán                       | 59:100    | Bandera de Brasil                     | Brasil    |
| 28 de agosto de 2023    | Yakarta   | Copa Mundial 2023          | Costa de Marfil | Bandera de Costa de Marfil            | 71:69     | Bandera de Irán                       | Irán      |
| 30 de agosto de 2023    | Yakarta   | Copa Mundial 2023          | Irán            | Bandera de Irán                       | 65:85     | Bandera de España                     | España    |
| 31 de agosto de 2023    | Yakarta   | Copa Mundial 2023          | Francia         | Bandera de Francia                    | 82:55     | Bandera de Irán                       | Irán      |
| 2 de septiembre de 2023 | Yakarta   | Copa Mundial 2023          | Irán            | Bandera de Irán                       | 73:81     | Bandera de Líbano                     | Líbano    |

## Plantillas anteriores
- Copa Mundial 2014: finalizó 20 de 24 equipos.

Samad Nikkhah Bahrami, Rouzbeh Arghavan, Arsalan Kazemi, Behnam Yakhchali, Mahdi Kamrani, Arman Zangeneh, Sajjad Mashayekhi, Mohammad Jamshidi, Asghar Kardoust, Oshin Sahakian, Hamed Afagh. Entrenador: Memi Bečirovič
- Copa Mundial 2019: finalizó 23 de 24 equipos.

Hamed EHaddadi, Mohammad Jamshidi, Mohammad Hassanzadeh, Sajjad Mashayekhi, Aaron Geramipoor, Arman Zangeneh, Behnam Yakchali, Meisam Mirzaei, Rasoul Mozafari, Hamed Hosseinzadeh, Mohammadsamad Nik Khahbahrami, Michael Rostampour,. Entrenador: Mehran Shahintab
- Copa Mundial 2023: finalizó 31 de 32 equipos.

Meisam Mirzaei, Mohammad Amini, Navid Rezaeifar, Sajjad Mashayekhi, Behnam Yakhchali, Hasan Aliakbari, Piter Girgoorian, Arsalan Kazemi, Jalal Aghamiri, Hamed Haddadi, Matin Aghajanpour, Hakan Demir. Entrenador: Hakan Demir

## Historial

### Copa Mundial
Resultado General: 43.º puesto
| Copa Mundial de Baloncesto |
| --- |
| - 1950: No calificó - 1954: No calificó - 1959: No calificó - 1963: No calificó - 1967: No calificó - 1970: No calificó - 1974: No calificó - 1978: No calificó - 1982: No calificó - 1986: No calificó - 1990: No calificó - 1994: No calificó - 1998: No calificó - 2002: No calificó - 2006: No calificó - 2010: 19° Lugar - 2014: 20º Lugar - 2019: 23º Lugar - 2023: 31° Lugar - 2027: TBD |

### Juegos Olímpicos
| Baloncesto en los Juegos Olímpicos |
| --- |
| - Berlín 1936: No calificó - Londres 1948: 14º Lugar - Helsinki 1952: No calificó - Melbourne 1956: No calificó - Roma 1960: No calificó - Tokio 1964: No calificó - México 1968: No calificó - Múnich 1972: No calificó - Montreal 1976: No calificó - Moscú 1980: No calificó - Los Ángeles 1984: No calificó - Seúl 1988: No calificó - Barcelona 1992: No calificó - Atlanta 1996: No calificó - Sídney 2000: No calificó - Atenas 2004: No calificó - Pekín 2008: 11º Lugar - Londres 2012: No calificó - Río 2016: No calificó - Tokio 2020: 12º Lugar - París 2024: No calificó |

### Campeonato FIBA Asia
| Campeonato FIBA Asia | Campeonato FIBA Asia | Campeonato FIBA Asia | Campeonato FIBA Asia | Campeonato FIBA Asia | Campeonato FIBA Asia |
| -------------------- | -------------------- | -------------------- | -------------------- | -------------------- | -------------------- |
| - 1960: No calificó  |                      | - 1983: 5° Lugar     |                      | - 2005: 6° Lugar     |                      |
| - 1963: No calificó  |                      | - 1985: 8° Lugar     |                      | - 2007:              |                      |
| - 1965: No calificó  |                      | - 1987: No calificó  |                      | - 2009:              |                      |
| - 1967: No calificó  |                      | - 1989: 5° Lugar     |                      | - 2011: 5° Lugar     |                      |
| - 1969: No calificó  |                      | - 1991: 6° Lugar     |                      | - 2013:              |                      |
| - 1971: No calificó  |                      | - 1993: 4° Lugar     |                      | - 2015:              |                      |
| - 1973: 5° Lugar     |                      | - 1995: 10° Lugar    |                      | - 2017:              |                      |
| - 1975: No calificó  |                      | - 1997: 8° Lugar     |                      | - 2022: 5° Lugar     |                      |
| - 1977: No calificó  |                      | - 1999: No calificó  |                      | - 2025: ?            |                      |
| - 1979: No calificó  |                      | - 2001: No calificó  |                      |                      |                      |
| - 1981: 8° Lugar     |                      | - 2003: 5° Lugar     |                      |                      |                      |

## Palmarés
- Campeonato FIBA Asia:
  -   Campeón (3): 2007, 2009, 2013
  -  Subcampeón (1): 2017
  -  Tercer lugar (1): 2015

- Juegos Asiáticos:
  -  Subcampeón (2): 2014, 2018
  -  Tercer lugar (3): 1951, 2006, 2010